# Kahnuj
Kahnūj (farsi کهنوج) è il capoluogo dello shahrestān di Kahnuj, circoscrizione Centrale, nella provincia di Kerman. Aveva, nel 2006, una popolazione di 38.571 abitanti. 